# Nowa Lubowla
Nowa Lubowla (słow. Nová Ľubovňa) – wieś (obec) na Słowacji położona w kraju preszowskim, w powiecie Lubowla. Znajduje się w dolinie rzeki Jakubianka i uchodzącego do niej Kolackowskiego potoku, w obrębie dwóch regionów geograficznych: Kotlina Lubowelska i Góry Lewockie.
Pierwsze wzmianki o miejscowości pochodzą z roku 1308.
Według danych z dnia 31 grudnia 2010, wieś zamieszkiwało 2917 osób, w tym 1442 kobiet i 1475 mężczyzn.
We wsi jest używana gwara przejściowa słowacko-spiska. Gwara spiska jest zaliczana przez polskich językoznawców jako gwara dialektu małopolskiego języka polskiego, przez słowackich zaś jako gwara przejściowa polsko-słowacka.

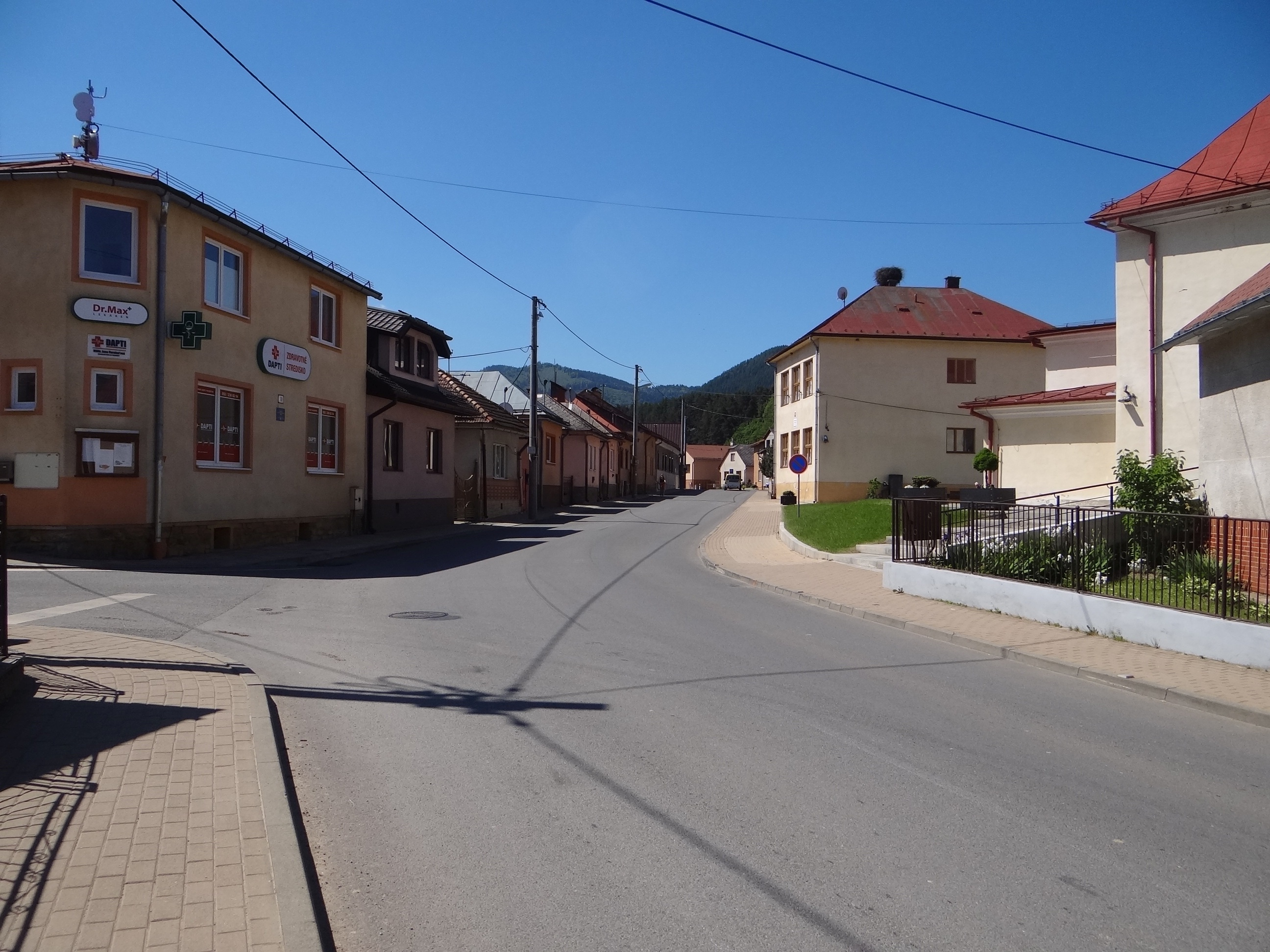
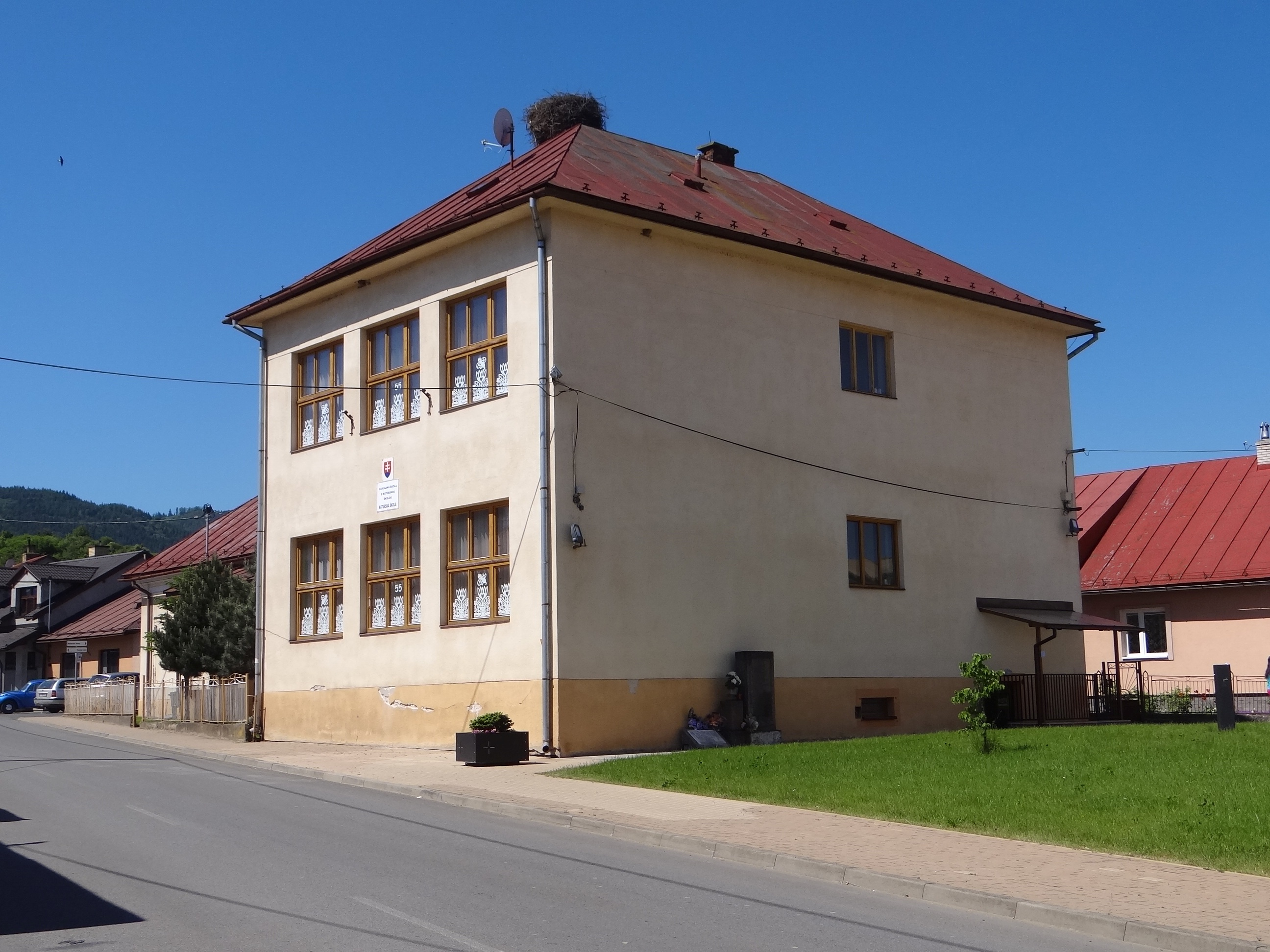
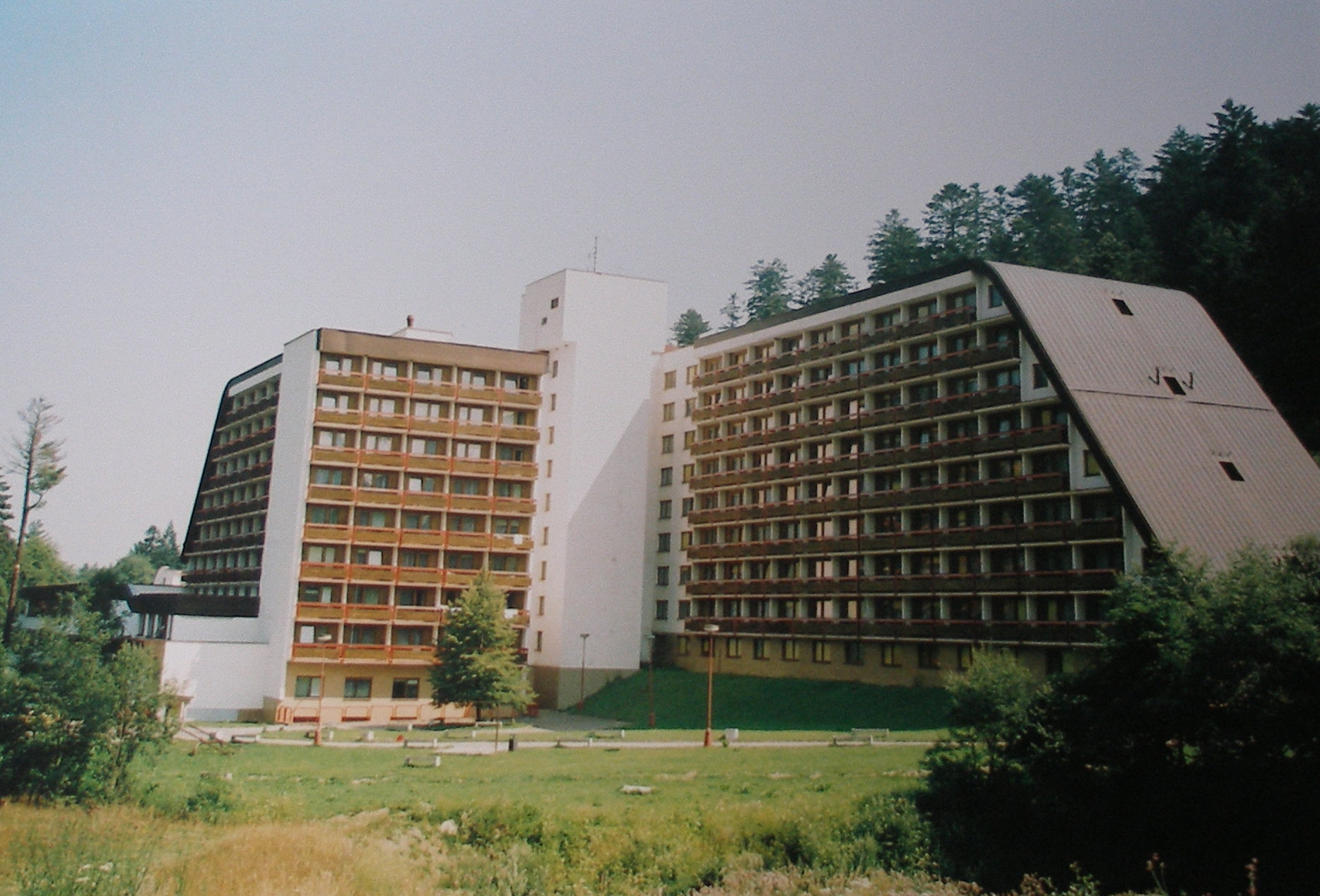